# شهدخوار شلی
شهدخوار شلی (نام علمی: Cinnyris shelleyi) نام یک گونه از سرده ریزشهدخوارها است.